# Nghệ sĩ dương cầm (phim)
Nghệ sĩ dương cầm (tựa tiếng Anh: The Pianist) là bộ phim điện ảnh chính kịch thuộc thể loại tiểu sử, chiến tranh do Roman Polanski đạo diễn và Adrien Brody thủ vai chính. Phim dựa trên cuốn hồi ký cùng tên của nghệ sĩ dương cầm và nhà soạn nhạc người Do Thái-Ba Lan Władysław Szpilman, người đã sống sót cuộc diệt chủng người Do Thái Holocaust. Phim là một thành phẩm hợp tác sản xuất giữa Ba Lan, Pháp, Đức và Anh.
Tại Lễ trao giải Oscar lần thứ 75, Nghệ sĩ dương cầm đã thu về chiến thắng ở 3 hạng mục, trong đó có giải Đạo diễn xuất sắc nhất, Nam diễn viên chính xuất sắc nhất, Kịch bản chuyển thể xuất sắc nhất, và 4 đề cử ở các hạng mục khác, bao gồm Phim hay nhất. Bên cạnh đó, phim cũng đã thu về nhiều chiến thắng tại các liên hoan phim khác nhau, trong đó có giải Cành cọ vàng tại Liên hoan phim Cannes 2002, Giải BAFTA cho phim hay nhất, Giải BAFTA cho đạo diễn xuất sắc nhất, và 7 giải César của Pháp, trong đó có Hình ảnh đẹp nhất, Đạo diễn xuất sắc nhất và Nam diễn viên xuất sắc nhất cho Brody. Phim lọt vào danh sách 100 phim hay nhất thế kỷ 21 theo BBC năm 2016.

## Cốt truyện
Władysław Szpilman (Brody), một nghệ sĩ dương cầm người Ba Lan gốc Do Thái nổi tiếng làm việc tại đài phát thanh Warsaw, nhìn thấy thành phố của mình đổ sập trong Chiến tranh thế giới thứ hai và sự xâm lược Ba Lan của Đức Quốc Xã vào ngày 1 tháng 9 năm 1939. Sau khi đài phát thanh bị phá hủy bởi bom đạn Đức, Szpilman về nhà và biết được rằng Anh và Pháp đã tuyên chiến với phát xít Đức. Anh và cả nhà vui mừng tin rằng chiến tranh sẽ sớm kết thúc.
Quân SS chiếm đóng Warsaw sau khi quân Wehrmacht rời đi, từ đây điều kiện sống của người Do Thái ngày càng tồi tệ hơn, các quyền của họ dần bị hủy bỏ: đầu tiên là chỉ cho phép sở hữu một lượng tiền giới hạn trong mỗi gia đình, sau đó họ phải đeo băng trên tay với ngôi sao sáu cánh màu xanh da trời như là dấu hiệu của người Do Thái, rồi đến cuối năm 1940, họ buộc phải chuyển đến khu dơ dáy và bẩn thỉu dành cho người Do Thái. Ở đó, họ đối mặt với sự ngược đãi, sự tra khảo, sự sỉ nhục của lính SS, nạn đói và cái chết. Quân phát xít càng trở nên tàn ác hơn và gia đình Szpilman đã chứng kiến rất nhiều hành động man rợ nhắm vào người Do Thái. Trong đó có cảnh một toán Einsatzgruppen, dẫn đầu là một tên hạ sĩ quan, đến căn hộ của một gia đình đối diện gia đình Szpilman. Bọn lính yêu cầu gia đình đứng dậy, một người già nhất trong gia đình đó ngồi xe lăn không thể đứng nên chúng đã ném ông ta từ ban công xuống đất. Những người còn lại của gia đình này bị đưa xuống đường và bắn, sau đó xác họ bị xe cán qua.
Gia đình Szpilman cùng hàng nghìn người khác bị tách ra để đưa tới trại thiêu xác ở Treblinka. Khi những người khác đang bị đưa đi, Szpilman được cứu thoát vào phút cuối bởi một người cảnh sát Do Thái, người bạn của gia đình anh. Bị tách ra khỏi gia đình, Szpilman xoay xở để sống sót. Anh trở thành nô lệ lao động làm việc cho quân Đức bên trong trại tập trung. Trong thời gian này một người bí mật tiết lộ với Szpilman hai thông tin. Một là rất nhiều người Do Thái còn sống sót biết về âm mưu diệt chủng người Do Thái của quân Đức, hai là có một kế hoạch nổi dậy chống lại quân Đức đang được chuẩn bị. Szpilman tình nguyện tham gia giúp đỡ cho kế hoạch này. Anh vận chuyển vũ khí vào trong khu trại tập trung và một lần suýt bị phát hiện.
Trước khi kế hoạch nổi dậy bắt đầu, Szpilman quyết định ẩn nấp ở ngoài khu trại tập trung, nhờ sự giúp đỡ của một gia đình không phải Do Thái - những người vẫn nhớ anh là đồng nghiệp cũ ở đài phát thanh. Trong khi sống ẩn, anh nhìn thấy rất nhiều tội ác man rợ của lính SS như giết người hàng loạt, thiêu sống những người Do Thái, những người kháng chiến. Năm 1943, Szpilman còn chứng kiến cảnh nổi dậy ở trại tập trung Warsaw mà anh đã từng giúp, kết quả là lính SS bằng hỏa lực mạnh đã vào được trại tập trung và giết gần hết những người kháng chiến. Một năm trôi qua, cuộc sống ở Warsaw càng tồi tệ hơn. Szpilman buộc phải bỏ trốn khỏi nơi ẩn náu đầu tiên sau khi một hàng xóm độc ác (có lẽ là chủ nhà, đã hỏi anh về giấy chứng minh) phát hiện ra sự có mặt của anh và đe dọa sẽ gọi lính bắt anh. Ở nơi ẩn náu thứ hai, gần bệnh viện quân sự Đức, anh được chỉ cho một căn phòng với cây đàn dương cầm và được dặn giữ im lặng nhất có thể. Szpilman tất nhiên không thể chống lại đam mê và mở bàn phím cây đàn. Cũng ở đây, anh suýt chết vì bệnh vàng da và ngộ độc thực phẩm.
Tháng 8 năm 1944, lực lượng kháng chiến Ba Lan nổi dậy chống lại sự chiếm đóng của quân Đức. Szpilman chứng kiến những người kháng chiến chiến đấu bên ngoài cửa sổ. Lại một lần nữa Szpilman thoát khỏi cái chết khi đạn pháo xe tăng Đức bắn vào căn hộ nơi anh đang trốn. Warsaw gần như bị san bằng và không có người sinh sống, kết quả của những trận đánh. Lúc này Hồng Quân Liên Xô cũng đang đến gần, những người dân Warsaw còn sống sót di tản khỏi thành phố đổ nát, Szpilman bị bỏ lại một mình. Trong những ngôi nhà còn lại, anh tìm kiếm thức ăn. Một lần cố mở một hộp thức ăn, anh đã bị phát hiện bởi sĩ quan Wehrmacht Wilm Hosenfeld (Kretschmann). Hosenfeld hỏi Szpilman và biết được anh là một nghệ sĩ dương cầm, gã sĩ quan này yêu cầu Szpilman chơi cây đàn dương cầm còn lại trong ngôi nhà. Szpilman yếu đuối, chỉ như một cái bóng của nghệ sĩ dương cầm chói lọi ngày nào, chơi một bản nhạc rút ngắn của Frédéric Chopin.
Hosenfeld để Szpilman tiếp tục ẩn nấp trên gác mái của ngôi nhà, và thậm chí còn mang thức ăn đến giúp anh sống qua ngày. Vài tuần sau, quân Đức buộc phải rút khỏi Warsaw bởi sự tấn công của Hồng Quân. Trước khi rời đi, Hosenfeld hỏi tên Szpilman vì một ngày nào đó có thể sẽ nghe đến nó, và còn nhận xét rằng đó là một cách nói khác của "nhạc sĩ dương cầm" (Szpilman trong tiếng Ba Lan chuyển qua tiếng Đức có nghĩa là người biểu diễn). Hosenfeld còn hứa là sẽ nghe Szpilman biểu diễn trên đài phát thanh Ba Lan. Gã đưa cho Szpilman chiếc áo khoác rồi bỏ đi. Sau đó chiếc áo khoác này gây ra hiểu lầm khi Hồng Quân tưởng Szpilman là lính Đức, tuy nhiên anh đã thuyết phục được họ.
Những người tù nhân Do Thái được trả tự do từ những trại tập trung trở về nhà đi ngang qua hàng rào, trong đó có những tù binh Đức được canh gác bởi lính Liên Xô. Một người tù binh Đức bị thương đã gọi một người đi ngang và cho anh này biết tên mình là Hosenfeld, bảo anh ta nói với Szpilman giúp mình được tự do. Tuy nhiên khi Szpilman tới nơi thì họ đã đi khỏi đó, tất cả trại, hàng rào đã được dọn. Trong cảnh cuối phim, Szpilman vui mừng chơi bài Grand Polonaise brillante của Chopin cho rất nhiều khán giả Warsaw thưởng thức. Dòng chữ cuối phim cho biết rằng Szpilman tiếp tục sống ở Warsaw và qua đời vào năm 2000, còn Hosenfeld chết năm 1952 ở trại giam KGB, tuy nhiên sau khi chết được vinh danh vì đã cứu sống Szpilman và thiên hướng chống lại chế độ độc ác của chính đất nước mình.

## Diễn viên
- Adrien Brody trong vai Władysław Szpilman
- Thomas Kretschmann trong vai Đại úy Wilm Hosenfeld
- Emilia Fox trong vai Dorota
- Michał Żebrowski trong vai Jurek
- Ed Stoppard trong vai Henryk
- Frank Finlay trong vai Ông Szpilman
- Maureen Lipman trong vai Bà Szpilman
- Jessica Kate Meyer trong vai Halina
- Julia Rayner trong vai Regina
- Richard Ridings trong vai Ông Lipa
- Daniel Caltagirone trong vai Majorek
- Valentine Pelka trong vai Chồng của Dorota

## Sản xuất

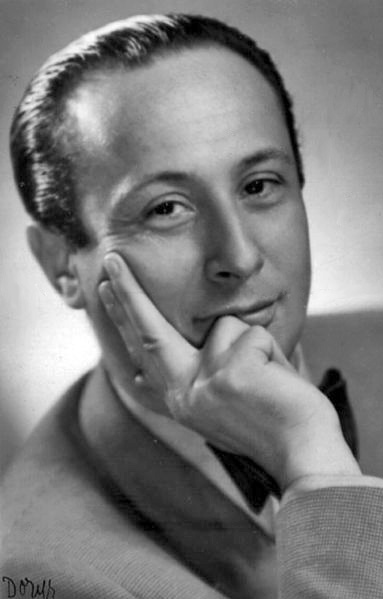
Chân dung Władysław Szpilman

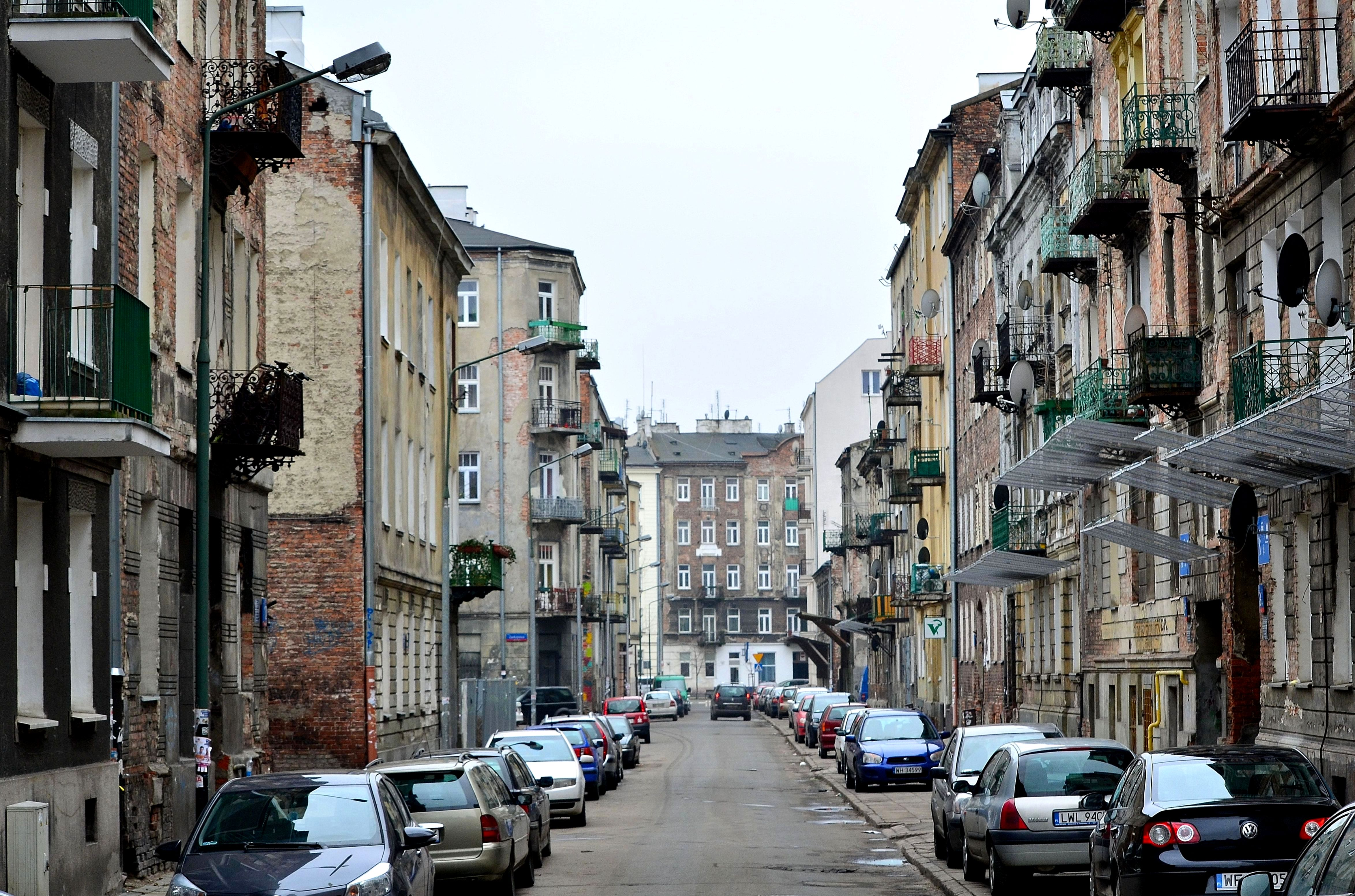
Cung đường Mała tại quận Praga-Północ của Warszawa là nơi quay phim Nghệ sĩ dương cầm

Câu chuyện có một mối quan hệ sâu sắc với đạo diễn Roman Polanski vì bản thân ông đã trốn khỏi khu người Do Thái của Kraków khi còn là một đứa trẻ sau cái chết của mẹ. Ông đã về sống ở một trang trại gia súc Ba Lan cho đến khi chiến tranh kết thúc. Bố ông suýt chết trong trại tập trung, nhưng hai cha con đã gặp lại nhau sau khi chiến tranh kết thúc.
Joseph Fiennes là lựa chọn đầu tiên của Polanski cho vai diễn chính, nhưng anh từ chối lời mời vì công việc ở nhà hát. Hơn 1400 diễn viên thử vai Wladyslaw Szpilman trong buổi thử vai ở Luân Đôn. Do không có tìm thấy ai vừa ý trong số những người tham gia thử vai, đạo diễn Roman Polanski tìm đến Adrien Brody, người mà ông nghĩ sẽ là một vai diễn lý tưởng trong cuộc gặp gỡ của họ lần đầu ở Paris.
Nghệ sĩ dương cầm bắt đầu được bấm máy vào 9 tháng 2 năm 2001 tại phim Babelsberg ở Potsdam, Đức. Khu người Do Thái của Warszawa và các khu phố tiếp giáp được tái tạo ở khu ngoại cảnh của phim trường Babelsberg như những thứ họ đã chứng kiến trong chiến tranh. Doanh trại quân đội Liên Xô cũ được sử dụng để mô phỏng thành phố đổ nát, do nó trước sau cũng sẽ bị dỡ bỏ.
Cảnh đầu tiên của phim được bấm máy ở doanh trại quân đội cũ. Ngay sau đó, đoàn làm phim dời đến biệt thự ở Potsdam nơi mà trong phim là ngôi nhà mà Szpilman gặp Hosenfeld. Ngày 2 tháng 3 năm 2001, công tác quay phim chuyển đến một bệnh viện quân đội Liên Xô bỏ hoang ở Beelizt, Đức. Những cảnh hỏa lực của Đức phá hủy bệnh viện cùng với súng phun lửa được quay ở đây. Ngày 15 tháng 3 việc quay phim cuối cùng dời đến xưởng phim Babelsberg. Cảnh đầu tiên tại xưởng phim là cảnh mà Szpilman chứng kiến một sự kháng cự của người Do Thái từ trại tập trung. Đây là cảnh quay phức tạp và yêu cầu kỹ thuật bao gồm những pha nhào lộn và các vụ nổ.
Công tác quay phim tại phim trường kết thúc vào ngày 2 tháng 3. Đoàn làm phim sau đó di chuyển tới Warszawa vào 29 tháng 3. Quận Praga-Północ được chọn để quay phim bởi vì nó vẫn chứa rất nhiều căn hộ còn giữ lại những nét cổ điển. Đoàn làm phim đã cố gắng tái tạo lại hình ảnh Ba Lan những năm Chiến tranh thế giới thứ hai bằng những biển hiệu, áp phích từ thời xưa. Những cảnh còn lại của phim được quay tại các khu phố ở quanh Warszawa. Cảnh Umschlagplatz nơi mà Szpilman cùng gia đình và hàng trăm người Do Thái khác đợi để đưa đến trại thiêu xác được quay ở Đại học Quốc phòng Quốc gia ở Warszawa.
Việc quay phim kết thúc vào tháng 7 năm 2001 và được xử lý hậu kỳ vài tháng sau đó ở Paris, Pháp.

## Phê bình
Bộ phim nhận được rất nhiều cái nhìn tích cực từ những nhà phê bình và vai diễn Adrien Brody được nhìn nhận với sự hoan nghênh chung. "The Pianist" hiện tại giữ điểm số 95% trong bầu chọn phim của website Rotten Tomatoes, with the Cream of the Crop critics rating the movie with a score of 100%. Metacritic rates the movie as 85% based on 40 reviews.
Roger Ebert nói "có lẽ chính sự dửng dưng đã phản ánh những gì mà Polansky muốn nói... Bằng cách đưa ra nhân vật Szpilman như một người sống sót nhưng không phải là một kẻ chiến đấu hay một anh hùng-như là một con người mà làm những gì anh ta có thể để cứu sống chính anh ta, nhưng sẽ chết nếu không có sự may mắn to lớn và sự tốt bụng của một vài người không phải Do Thái-Polanski đang phản ánh cảm giác trong sâu thẳm tâm hồn của ông: rằng ông đã sống sót, và mẹ ông đã chết và bỏ lại vết thương không thể lành".

## Phát hành
Bộ phim được phát hành trên DVD vào 26 tháng 5 năm 2003 trong một phiên bản DVD đặc biệt hai mặt. Mặt đầu tiên là bộ phim không có "bonus material". Mặt kia bao gồm "bonus material". Một vài "bonus material " bao gồm cảnh làm phim, phỏng vấn Adrien Brody, Roman Polanski và Ronald Harwood, và đoạn quay Wladyslaw Szpilman chơi dương cầm. Phiên bản DVD tiếng Ba Lan bao gồm cả đoạn ghi tiếng bình luận bởi thiết kế sản xuất Allan Starski và đạo diễn quay phim Pawel Edelman.
The film was released on DVD on ngày 26 tháng 5 năm 2003 in a double-sided "flipper" disc Special Edition DVD. The first side of the disk had the film with no bonus material. The second side of the disc included the Bonus Material. Some Bonus Material included a making-of, interviews with Adrien Brody, Roman Polanski and Ronald Harwood, and clips of Władysław Szpilman playing the piano. Polish DVD edition included audio commentary track (in Polish) by production designer Allan Starski and director of photography Paweł Edelman.
Optimum Home Entertainment phát hành "The Pianist" tới hội chợ châu Âu trong đĩa Bluray như là một phần của bộ "sưu tập StudioCanal" vào 13 tháng 9 năm 2010 và đây là phim thứ 2 được phát hành trên Bluray. Phim đầu tiên có một vài vấn đề với phụ đề: bản BD gốc thiếu phụ đề cho đoạn hội thoại tiếng Đức. Sau đó thì lỗi này đã được sửa nhưng phiên bản phát hành đầu vẫn thiếu tiếng động của các hiệu ứng. Phiên bản StudioCanal Collection bao gồm cả cảnh hậu trường trông giống như một vài cảnh phỏng vấn với nhà làm phim và những người thân Szpilman.

## Âm nhạc
- Phần nhạc nghe lúc bắt đầu bộ phim là Nocturne cung Đô thăng thứ, Lento con gran espressione của Chopin.
- Phần nhạc dương cầm mà được nghe từ nhà hàng xóm trong khi Szpilman đang ẩn trốn tại căn hộ là Mazurka cung La thứ, Op. 17, số 4 của Frederic Chopin.
- Phần dương cầm được nghe trong căn nhà hoang khi Szpilman vừa mới phát hiện ra nơi ẩn nấp trên gác mái là Sonata cho Dương cầm số 14 (Ánh trăng) của Beethoven. Bản mà sau đó phát hiện ra rằng chính sĩ quan người Đức Hosenfeld là nghệ sĩ. Một sáng tác của Đức đặt cạnh cùng với một tác phẩm Ba Lan (Chopin) sau sự lựa chọn của Szpilman.
- Phần dương cầm được chơi khi Szpilman đối mặt với Hosenfeld là Ballade số 1 cung Sol thứ, Op. 23 của Chopin, là phiên bản được rút ngắn. Bài nhạc đầy đủ dài 9-10 phút.
- Phần nhạc hồ cầm (cello) ở giữa phim chơi bởi Dorota là đoạn mở đầu của Tổ khúc cello số 1 được viết bởi Bach.
- Phần giao hưởng nghe ở cuối phim được chơi bởi dàn nhạc là Grande Polonaise brillante, Op. 22 của Chopin
- Cảnh khi tay của Szpilman chơi trên piano đã đóng được cung cấp bởi nghệ sĩ dương cầm cổ điển Ba Lan Janusz Olejniczak (b.1952), người còn biểu diễn trong cả tập album của phim.
- Do Polanski muốn bộ phim trở nên thật nhất có thể, bất kỳ cảnh nào của Brody chơi đều là do chính anh biểu diễn thông qua sự ghi âm được cung cấp bởi Janusz Olejniczak. Để phần biểu diễn của Brody giống với trình độ của Wladyslaw Szpilman, anh đã phải bỏ ra rất nhiều tháng trước và trong quá trình làm phim luyện tập để những phím đánh trên dương cầm thuyết phục được người xem rằng anh đang chơi.

## Giải thưởng và đề cử

### Đoạt giải
- Academy Award for Best Actor - Adrien Brody
- Academy Award for Best Director - Roman Polanski
- Academy Award for Writing Adapted Screenplay - Ronald Harwood
- Palme d'Or, 2002 Cannes Film Festival[1]
- BAFTA Award for Best Film
- BAFTA Award for Best Direction - Roman Polanski
- César Award for Best Actor
- César Award for Best Director
- César Award for Best Film
- César Award for Best Music Written for a Film
- César Award for Best Cinematography
- César Award for Best Production Design
- César Award for Best Sound
- Goya Award for Best European Film

### Đề cử
- Academy Award for Best Cinematography - Paweł Edelman
- Academy Award for Best Costume Design - Anna B. Sheppard
- Academy Award for Film Editing - Hervé de Luze
- Academy Award for Best Picture
- BAFTA Award for Best Cinematography - Paweł Edelman
- BAFTA Award for Best Actor in a Leading Role - Adrien Brody
- BAFTA Award for Best Adapted Screenplay - Ronald Harwood
- BAFTA Award for Best Sound - Jean-Marie Blondel, Dean Humphreys, Gérard Hardy